# (21744) Meliselinger
(21744) Meliselinger (1999 RF168) – planetoida z pasa głównego asteroid okrążająca Słońce w ciągu 3,77 lat w średniej odległości 2,42 j.a. Odkryta 9 września 1999 roku.